# Río Kings
El río Kings (en irlandés: Abhainn Rí) es un río de Irlanda que fluye a través del sur de Tipperary y del condado de Kilkenny. Se trata de un afluente del Erkina que a su vez desemboca en el río Nore.
Tiene su origen en las colinas de Slieveardagh en el sur de Tipperary. Fluye al sureste de las colinas y cruza el condado de Kilkenny. Se le une el río Munster antes de pasar por la ciudad de Callan y continúa hacia el este de Callan, pasa Kells y se une al río Nore al oeste de Thormastown.